# （初）
『（初）』（かっこはつ）は、Whiteberryの1枚目のフルアルバム。2000年9月6日発売。

## 解説
シングル「夏祭り」のヒットの後、発売された初のフル・アルバムで、Whiteberryにとってアルバムでの最大の売上を記録した。ファーストアルバムにして、「春夏秋冬」のコンセプトアルバムとして制作された。
ミニアルバム『after school』の「通学路」と、今まで発表した3曲のシングル曲が収録されている。

## 収録曲
1. P・O・T (Power Of Teens)（作詞：たくや、作曲：ナオキ、編曲：坂井紀雄） - 春
  - 同じPOTアーティストであった、Hysteric Blueの楽曲をアレンジしてカバー。
2. 通学路（作詞：Whiteberry、作曲：恩田快人、編曲：坂井紀雄・恩田快人） - 春
  - テレビ東京系アニメ『キョロちゃん』前期エンディングテーマ
  - フジテレビ系『めちゃ²イケてるッ!』10代目エンディングテーマ
3. 太陽をぶっとばせ!!（作詞：Whiteberry、作曲：水沢里美、編曲：坂井紀雄） - 夏
  - フジテレビ系『めちゃ²イケてるッ!』9代目エンディングテーマ
4. 願い星（作詞：Whiteberry、作曲・編曲：坂井紀雄） - 夏
5. 夏祭り（作詞・作曲：破矢ジンタ、編曲：坂井紀雄） - 夏
  - JITTERIN'JINNのカバー曲。オリコン最高3位を記録した自己最大ヒット曲。
  - TBS系『ドラマ30』枠内ドラマ『ふしぎな話』主題歌
  - この楽曲が企画立案された時は、今でこそカバーソングは定着しているが、この当時はほとんどなかったため、周囲から猛反対を浴びていたというエピソードがある。
6. 愛落人形（作詞：川村恵里加、作曲・編曲：坂井紀雄） - 秋
7. まるごとテスト （作詞：川村恵里加、作曲・編曲：坂井紀雄） - 秋
  - 「夏祭り」のカップリングである、「がんばれ!女の子」の異詞同曲である。
8. Whiteberryの小さな大冒険（作詞：川村恵里加＆長谷川ゆかり、作曲：恩田快人、編曲：坂井紀雄・恩田快人） - 秋
  - ホテイフーズ『食べごろ果実』CMソング
  - TBS系『COUNT DOWN TV』エンディングテーマ
9. Dearest（作詞：稲月彩、作曲・編曲：坂井紀雄） - 冬
  - この後、発売された「あくび」のシングル化の時にカップリングとして収録された。
10. YUKI（作詞：Whiteberry、作曲：恩田快人、編曲：坂井紀雄・恩田快人） - 冬
  - フジテレビ系『めちゃ²イケてるッ!』エンディングテーマ
  - 広島センター街CMソング（プロモーション・ビデオの一部が流れていた）
  - 『めちゃ²イケてるッ!』のタイアップが決定してから、2番サビの「土曜の夜だから～」の部分は急遽書き直された。